# 費德里柯·蓋斯頓·費南德茲
費德里柯·蓋斯頓·費南德茲（1989年10月17日—）是一名阿根廷手球運動員，曾代表國家參加2012年倫敦奧運的男子手球比賽和2016年里約奧運的男子手球比賽，並未獲得獎牌。